# 갤럭시 AI
갤럭시 AI(Galaxy AI)는 삼성전자가 모바일 기기 갤럭시 제품군을 위해 개발한 인공지능 (AI) 기능이다. 2024년 1월 삼성 갤럭시 S24 시리즈와 함께 출시된 갤럭시 AI는 디바이스 및 클라우드 기반 AI 기술을 통합하여 삼성 생태계 전반에 걸쳐 다양한 AI 기능을 제공한다. 이 제품군에는 실시간 번역, AI 기반 사진 편집, 생성 검색 도구와 같은 기능이 포함되어 있다.

## 개요
갤럭시 AI는 삼성의 독점 AI 모델과 Google의 Gemini 와 같은 파트너 기술을 결합하여 사용자 행동과 상황에 최적화된 기능을 제공한다. AI 제품군은 실시간 지원, 콘텐츠 생성 도구 및 생산성 기능을 제공하여 사용자 경험을 향상 시키도록 설계되었다.

## 기능
Galaxy AI는 다양한 기능을 아우르는 여러 AI 기반의 도구를 제공한다.

### AI 커뮤니케이션(Communication)

#### 통화 어시스트
통화 어시스트(Call Assist)는 통화 중 양방향 음성 및 문자 번역을 지원하는 실시간 통역(Live Translate)과, 통화 내용을 문자로 전사하고 음성으로 읽어주는 텍스트로 전화 받기(Text Call) 기능을 통해 전화 통화를 향상시키는 기능이다. 두 기능 모두 지원되는 갤럭시 기기의 기본 전화 앱에 내장되어 있으며, 접근성과 다국어 소통을 개선하기 위해 설계되었다.

#### 글쓰기 어시스트
글쓰기 어시스트(Writing Assist)는 삼성 키보드에 탑재된 AI 기반 기능으로, 실시간 번역, 문장 생성, 문장 다듬기 등 상황에 맞는 다양한 글쓰기 도구를 제공한다. 이 기능은 메신저, 이메일, 소셜 미디어 등 다양한 앱에서 문맥에 적합한 답변을 작성할 수 있도록 지원하며, 전문적이거나 캐주얼한 어조 선택, 문법 및 맞춤법 검사, 답장 문구 추천 등의 기능을 포함한다.

#### 통역
통역(Interpreter)은 음성 및 영상 통화 중 실시간 번역을 제공하여 서로 다른 언어를 사용하는 사용자 간의 의사소통을 가능하게 한다. 이 기능은 비즈니스, 여행 등 다양한 상황에서 다국어 커뮤니케이션을 지원하며, 화면에 번역 결과를 표시하고 자동 언어 감지를 통해 양방향 대화를 제공한다.

### AI 노트테이킹(Notetaking)

#### 노트 어시스트
노트 어시스트(Note Assist)는 회의나 강의 중 핵심 내용을 자동으로 기록하고 정리된 형태의 노트를 생성한다. 사용자의 필기 스타일에 맞춰 요약본을 제공하며, 주요 정보를 하이라이트 해 쉽게 복습하고 공유할 수 있다. 또한, 삼성 노트 내에서 가독성과 활용도를 높이기 위한 서식 및 정리 도구도 함께 지원한다.

#### 텍스트 변환 어시스트
텍스트 변환 어시스트(Transcript Assist)는 기본 음성 녹음 앱에 통합된 이 기능은 음성 녹음을 텍스트로 변환하고, 요약 및 번역까지 지원하는 고급 기능을 제공한다. 사용자는 말로 녹음한 내용을 자동으로 문자로 전환하고, 핵심 요약본과 번역본을 앱 내에서 바로 확인할 수 있어 생산성과 접근성이 향상된다.

### AI 카메라

#### 프로비주얼 엔진
프로비주얼 엔진(ProVisual Engine)은 삼성전자가 모바일 기기를 위해 개발한 AI 기반 이미지 처리 시스템이다. 이 시스템은 장면 인식과 실시간 최적화를 통해 색상, 다이내믹 레인지, 노이즈 수준 등을 자동으로 조정하여 이미지 품질을 향상시킨다. 사용자는 밝기, 대비, 채도, 선명도 등의 수동 조절 기능을 통해 이미지를 세부적으로 조정할 수 있다.

#### 나이토그래피
나이토그래피(Nightography)는 프로비주얼 엔진(ProVisual Engine)의 주요 기능 중 하나로, 저조도 환경에서 사진과 영상 품질을 개선하기 위해 설계되었다. 이 기능은 노이즈 감소 기술과 고급 센서 기술을 활용하여 노출 설정을 조정하고, 움직임으로 인한 블러를 줄여 어두운 환경에서도 선명한 이미지를 촬영할 수 있도록 지원한다.

### AI 탐색

#### 써클 투 서치
써클 투 서치(Cirle to Search)는 화면에서 원하는 영역을 원으로 표시하면, 앱을 종료하지 않고도 해당 콘텐츠에 대한 정보를 즉시 검색할 수 있다. 이 기능은 사용자가 지정한 영역 내의 제품, 랜드마크, 텍스트 등을 인식하여 맥락에 맞는 검색 결과를 제공하며, 작업 중단 없이 멀티태스킹을 지원한다.

#### AI 셀렉트
AI 셀렉트(AI Select)는 화면에 표시된 콘텐츠를 분석하여, 사용자 상황에 적합한 맞춤형 추천을 제공하는 기능이다. 예를 들면, 사진을 배경화면으로 설정하거나 영상에서 GIF를 생성하는 등의 기능이 가능하다. 이 기능은 화면 콘텐츠를 AI로 분석해 사용자의 반복적인 작업을 간소화하는 데 도움을 준다.

#### 브라우징 어시스트
브라우징 어시스트 (Browsing Assist)는 삼성 인터넷 브라우저 내에서 텍스트 기반 웹 콘텐츠의 핵심 내용을 요약하여 제공함으로써, 사용자가 전체 페이지를 읽지 않고도 주요 내용을 빠르게 파악할 수 있도록 돕는 기능이다. 현재는 텍스트 정보에 한해 처리 및 번역을 지원하며, 정보 접근성과 가독성 향상을 위해 설계되었다.

### AI 사진 편집

#### 스케치 변환
스케치 변환(Sketch to Image)은 AI를 활용하여 스케치, 사진, 텍스트 설명 등 다양한 형식을 기반으로 스타일화된 이미지를 생성하는 기능이다. 사진 기반, 드로잉 기반, 텍스트 기반의 이미지 생성을 지원하며, AI 기반 보정과 필터 적용을 통해 시각적 스타일이 적용된 이미지를 생성한다. 이 기능은 S펜과 호환되며, 음성 입력을 활용한 프롬프트 기반 생성도 지원한다. 삼성 갤러리 앱, 삼성 노트, 엣지 패널 등에서 사용할 수 있다.

#### 인물 사진 스튜디오
인물 사진 스튜디오(Portrait Studio)은 AI를 활용하여 사진 또는 스케치를 기반으로 스타일화된 인물 이미지를 생성하는 기능이다. 사진 기반과 드로잉 기반의 인물 이미지 생성을 모두 지원하며, AI 기반의 보정과 시각적 효과를 적용해 스타일이 반영된 이미지를 생성한다. 해당 기능은 삼성 갤러리 앱에서 제공되며, 일반 터치 입력으로도 이용할 수 있다.

#### 생성형 편집
생성형 편집(Generative Edit)은 사진 편집을 향상시키는 기능으로, 사물 제거, 배경 확장, 스마트 사이즈 조절 등 고급 편집 작업을 가능하게 한다. 이 기능은 AI를 활용해 이미지의 빈 공간을 자연스럽게 보완하여 원본의 품질과 완성도를 그대로 유지한다.

### AI 비디오 편집

#### 오디오 지우개
오디오 지우개(Audio Eraser)는 음성 통화 중 배경 소음을 감지하고 제거하여 통화 시 음성의 명료도를 향상시키는 기능이다. 이 기능은 음성과 주변 소음을 자동으로 구분하며, 다양한 환경에서 상대방의 목소리를 보다 선명하게 들을 수 있도록 지원한다. 실시간으로 작동하며, 사용자 개입 없이도 통화 품질을 안정적으로 유지할 수 있도록 설계되어 있다.

#### 자동 잘라내기
자동 잘라내기(Auto Trim)는 영상 편집을 지원하는 기능으로, 시각적 혹은 맥락적 단서를 기반으로 흥미로운 장면을 자동으로 식별하고 추출한다. 이를 통해 사용자는 긴 영상을 짧은 하이라이트 영상으로 쉽게 편집할 수 있으며, 수동 편집의 부담을 줄일 수 있다.

#### 인스턴트 슬로 모션
인스턴트 슬로 모션(Instant Slow-mo)은 촬영이 완료된 영상에서 원하는 구간에 슬로 모션 효과를 적용할 수 있는 기능이다. AI가 영상 프레임을 자동으로 생성함으로써, 촬영 중 사전에 슬로 모션 모드를 설정하지 않아도 느린 재생이 가능하다. 이 기능은 갤러리 앱에서 영상을 재생 중 원하는 시점을 길게 눌러 활성화할 수 있다.

### AI 생산성 향상

#### 나우 바
나우 바(Now bar)는 One UI 7과 함께 개발된 맞춤형 고정 툴바로, 화면 접근성을 강화하기 위해 설계되었다. 실시간 활동, 루틴, 애플리케이션 바로가기에 빠르게 접근할 수 있는 기능을 제공하며, 잠금 화면이나 홈 화면에서 주요 기능을 직접 조작할 수 있도록 지원한다.

#### 나우 브리프
나우 브리프(Now Brief)는 갤럭시 AI기능 중 하나로 One UI 7과 함께 도입된 기능이다. 날씨, 캘린더 일정, 뉴스 요약 등 일일 업데이트를 제공하며, 기기 내 AI를 활용해 적절한 시점에 사용자에게 맞춤형 브리핑을 제공한다. 이 기능은 최소한의 상호작용으로 사용자가 정보를 파악할 수 있도록 지원한다.

#### 크로스 앱 액션
크로스 앱 액션(Cross-app Action)은 선택한 텍스트나 콘텐츠를 기반으로 검색, 번역, 캘린더 일정 생성 등의 작업을 앱 간 전환 없이 수행할 수 있도록 지원하는 기능이다. 이 기능은 사용자의 상황을 인식하여 후속 작업을 제안하며, 갤럭시 기본 앱과 지원되는 일부 타사 앱에서 모두 활용할 수 있다. 삼성 노트, 메시지, 캘린더 등 다양한 애플리케이션에서 작업 흐름을 간소화하는 데 기여한다.

### AI 어시스트

#### 빅스비 및 빅스비 비전
빅스비는 음성을, 빅스비 비전은 시각 정보를 기반으로 작동한다. 빅스비는 음성 명령을 통해 핸즈프리 조작을 가능하게 하며, 빅스비 비전은 카메라를 이용해 사물과 텍스트를 실시간으로 인식한다.
- 빅스비(Bixby): 사용자의 음성 입력을 통해 다양한 AI 기반 기능을 제어할 수 있는 음성 비서다. 일부 스마트 기능과 시스템 도구에 음성으로 접근할 수 있으며, “하이 빅스비(Hi Bixby)”와 같은 음성 명령어나, 지원되는 갤럭시 기기의 측면 버튼을 통해 활성화할 수 있다.[43]

- 빅스비 비전(Bixby Vision): AI 기반으로 카메라를 통해 사물 인식, 텍스트 번역, 바코드 스캔 등의 기능을 제공한다. 카메라 앱 또는 갤러리 앱에서 실행할 수 있으며, 시각적 정보를 바탕으로 관련 콘텐츠나 정보를 제공한다.[44]

### AI 배경화면

#### 생성형 배경화면(Generative Wallpaper)
One UI 6.1에서 도입된 기능으로, 기기 내 생성형 AI를 활용해 사용자가 선택한 키워드, 스타일, 테마에 따라 배경화면을 자동으로 만들어 준다. 사용자의 취향에 맞는 맞춤형 배경 이미지를 생성함으로써, 갤럭시 기기에서 생성형 AI가 시각 요소에 적용된 사례 중 하나다.

#### 날씨 및 시간 배경화면(Photo Ambient)
시간대, 주변 조명, 선택된 사진의 시각적 특성 등을 AI가 분석해 배경화면을 자동 조정하는 기능이다. 주변 환경을 인식해 상황에 맞는 배경화면으로 자동 전환하는 기능을 제공한다.

### AI 건강

#### 헬스 어시스트
헬스 어시스트(Health Assist)는 삼성 헬스 앱에 탑재된 AI 기반 기능으로, 사용자의 건강 상태를 분석하고 그에 따른 맞춤 정보를 제공한다. 이 기능은 수면 패턴, 활동 수준, 심박수 등을 종합적으로 고려하여 에너지 점수(Energy Score)를 산출하며, 매일의 신체적·정신적 컨디션을 간단하게 확인할 수 있도록 돕는다. 해당 기능은 갤럭시 스마트폰, 갤럭시 워치, 갤럭시 링 등 호환 기기로부터 수집된 건강 데이터를 통합하여 제공된다.
이러한 기능들은 개인정보 보호가 중요한 작업에는 기기 내 AI를 활용하고, 복잡한 처리 작업에는 클라우드 기반 AI를 활용한다.

## 지원 기기
Galaxy AI는 2024년 1월 Galaxy S24 시리즈와 함께 처음 공개되었다. 삼성전자는 AI 기능을 2025년 말까지 지원 기기에서 무료로 제공할 예정이라고 밝혔다.
처음에는 Galaxy S24 시리즈에만 탑재되었지만, 이후 소프트웨어 업데이트를 통해 다양한 Galaxy 기기로 지원 범위가 확대되었다.
2025년 기준으로, Galaxy AI는 다음 기기에서 사용할 수 있다.
Galaxy S 시리즈
- Galaxy S25, S25+, S25 Ultra
- Galaxy S24, S24+, S24 Ultra, S24 FE
- Galaxy S23, S23+, S23 Ultra, S23 FE
- Galaxy S22, S22+, S22 Ultra
- Galaxy S21, S21+, S21 Ultra, S21 FE (일부 AI 기능만 지원)

Galaxy Z 시리즈
- Galaxy Z Fold6, Z Flip6
- Galaxy Z Fold5, Z Flip5
- Galaxy Z Fold4, Z Flip4
- Galaxy Z Fold3, Z Flip3 (일부 AI 기능만 지원)

Galaxy Tab 시리즈
- Galaxy Tab S9, S9+, S9 Ultra
- Galaxy Tab S8, S8+, S8 Ultra

Galaxy A 시리즈
- Galaxy A55 5G
- Galaxy A54 5G
- Galaxy A35 5G
- Galaxy A34 5G

Galaxy 웨어러블
- Galaxy Watch7, Watch6 (일부 AI 기능만 지원)
- Galaxy Buds3, Buds3 Pro (AI 기반 오디오 처리 일부 지원)

삼성전자는 향후 소프트웨어 업데이트를 통해 더 많은 Galaxy 기기에 Galaxy AI 기능을 확장할 계획이라고 밝혔다.

## 개인정보 보호 및 윤리
삼성전자는 Galaxy AI 개발에 있어 개인정보 보호와 윤리적 AI 구현을 핵심 과제로 삼고 있다. 사용자 데이터를 보호하기 위해 다음과 같은 방식이 적용된다.
- 민감한 AI 기능에는 온디바이스(on-device) 처리 방식을 사용하여 외부 서버로의 데이터 전송을 최소화함
- 고성능 처리가 필요한 기능에만 선택적으로 암호화된 클라우드 기반 AI를 적용함
- 공정성, 투명성, 책임성을 기반으로 하는 AI 윤리 원칙을 수립하여 운영함

또한, 사용자가 명시적으로 동의하지 않는 한, AI 기능을 통해 처리된 사용자 데이터는 저장되거나 AI 모델 학습에 사용되지 않는다고 밝혔다.